# Битва при Коломбангара
Битва при Коломбангара — одне із бойових зіткнень на морі в ході Тихоокеанської кампанії Другої світової війни. Відбувалася 13 липня 1943 року, поблизу острова Коломбангара.

## Передісторія
В цей час на півдні острову Колобангара велись важкі бої за Вілу і японці постійно направляли туди підкріплення. Черговий рейс «Токійського експресу» був призначений на ніч з 12 на 13 липня 1943 року. Було сформовано з'єднання кораблів під командуванням контр-адмірала Сундзі Ідзагі. Група прикриття, яка складалася з легкого крейсера і п'яти есмінців, супроводжувала транспортну групу — чотири есмінці, завантажені військами. На японських кораблях вперше був встановлений експериментальний прилад виявлення радіовипромінювання, що дозволяв виявити працюючий радар задовго до того, як той зможе визначити ціль.
На перехоплення була відіслана оперативна група 36.1 адмірала Уолдена Ейнсуорта, яка тиждень тому брала участь у битві в затоці Кула. Буквально в останній момент групі для підсилення були надані ще одна ескадра есмінців і новозеландський легкий крейсер «Ліндер».

## Склад сторін
| США                    | США                                                                                             | Японія            | Японія |
| ---------------------- | ----------------------------------------------------------------------------------------------- | ----------------- | --- |
| 9-й дивізіон крейсерів | легкий крейсер «Гонолулу» легкий крейсер «Сент-Луїс» легкий крейсер «Ліндер»                    | Група прикриття   | легкий крейсер «Дзінцу» есмінець «Мікадзукі» есмінець «Юкікадзе» есмінець «Хамакадзе» есмінець «Кійонамі» есмінець «Югуре» |
| 21-а ескадра есмінців  | есмінець «Ніколас» есмінець «О'Баннон» есмінець «Редфорд» есмінець «Дженкінс» есмінець «Тейлор» | Транспортна група | есмінець «Сацукі» есмінець «Мінадзукі» есмінець «Мацукадзе» есмінець «Юнагі»                                               |
| 12-а ескадра есмінців  | есмінець «Ральф Талбот» есмінець «Маурі» есмінець «Бьюкенен» есмінець «Вудворт» есмінець «Гвін» |                   | |

## Перебіг подій
Японські кораблі були виявлені з гідролітака в 0:36. В 1:00 був встановлений радарний контакт. Ейнсуорт розраховував зробити японцям сюрприз, не підозрюючи, що завдяки приладу виявлення радарів супротивник дізнався про наближення американців ще майже дві години назад.
В 1:06 Ейнсуорт дав команду на перехоплення. Його ескадра рухалася колоною: п'ять есмінців зробили торпедний залп по японцях з дистанції 10 кілометрів. Через декілька хвилин японці відповіли тим же.
«Дзінцу» включив прожектор і відкрив артилерійський вогонь. До місця подій підійшла решта кораблів союзної ескадри і вступили в бій, як і зазвичай, зосередивши вогонь на найбільшому кораблі противника. За 18 хвилин по «Дзінцу» було випущено 3000 5- і 6-дюймових снарядів, і, отримавши на додачу торпедне влучання, він почав тонути.
В 01:22 ескадра Союзників зазнала перших втрат — новозеландський «Ліндер» був торпедований і, знизивши швидкість, вийшов з бою через важкі пошкодження. В супровід йому були віддані есмінці «Редфорд» і «Дженкінс».
Чотири японські есмінці («Мікадзукі» залишився біля тонучого «Дзінцу») збільшили швидкість і сховалися за межі видимості. Ейнсуорт відправив за ними три своїх есмінця (по дорозі вони добили торпедами «Дзінцу»). Проте японці і не думали відступати, а, перезарядивши торпедні апарати і зайшовши з іншої сторони, вдарили торпедами. В темряві американці не одразу зрозуміли, що перед ними супротивник і поплатилися за це. В 02:08 торпеда вразила носову частину «Сент-Луїса», а в «Гонолулу» попали двічі — в ніс і в корму (на щастя для американців кормова торпеда не вибухнула). В 2:14 «Гвін» отримав торпедне влучання в район міделя і був сильно пошкоджений. Основні сили союзної ескадри втратили хід і на цьому бій був закінчений

## Результати
До ранку «Гвін» був залишений екіпажем та затоплений, «Гонолулу» і «Сент-Луїс» отримали важкі пошкодження і вибували з бойових дій на декілька місяців. Ремонт «Ліндера» зайняв майже рік і в боях він більше участі не брав.
Японське з'єднання не отримало ніяких пошкоджень за виключенням затонулого «Дзінцу» і транспортна група успішно доставила 1 200 осіб поповнення до місця призначення. Таким чином, можна казати про перемогу Японії в цій битві.